# Némó kapitány (film, 1954)
A Némó kapitány vagy Nemo kapitány c. színes, szélesvásznú amerikai kalandfilm (eredeti cím: 20 000 Leagues Under the Sea / Húszezer mérföld a tenger alatt) Jules Verne hasonló című regényéből készült 1954-ben. Rendezője Richard Fleischer volt, a főszerepeket James Mason, Kirk Douglas, Paul Lukas és Peter Lorre játszották. Ez volt a Walt Disney Pictures stúdió és a Walt Disney Productions vállalat első tudományos-fantasztikus filmje. Producere maga Walt Disney volt. Ez volt az addig rajzfilmjeiről ismert Disney stúdió ötödik nem-animációs (élő színészekkel, valós díszletek között forgatott) játékfilmje.
A film napjainkig az eredeti regény legismertebb filmadaptációjának számít. A manapság steampunknak nevezett stílus korai előfutáraként is írnak róla.

## Cselekmény
|  | Alább a cselekmény részletei következnek! |

A történet 1868-ban játszódik. A tengerészek között nyugtalanító híresztelések keringenek egy titokzatos tengeri szörnyről, amely a Csendes-óceánon közlekedő hajókat megtámadja és elsüllyeszti. A babonás tengerészek a dupla bér ellenére is vonakodnak tengerre szállni. Mások, köztük Ned Land, a „tökös” szigonyosmester, ostobaságnak tartja és kineveti őket. Az Egyesült Államok kormánya kiküldi a Lincoln hadihajót, Farragut kapitány parancsnoksága alatt, hogy kutassa fel és pusztítsa el a szörnyet. Az expedícióra meghívják Pierre M. Aronnax francia professzort, a párizsi Nemzeti Múzeum természettudósát, aki joviális inasával, Conseil-jel együtt San Franciscóban rekedt, a hajójáratok törlése miatt. A Lincoln felfogadja Ned Land szigonyost is.
Hónapokon át tartó hiábavaló kutatás után észrevesznek egy másik hajót, amely hirtelen felrobban. A mentésére siető Lincoln már tehetetlen, a hajó gyorsan, a szemük előtt süllyed el. A közelben feltűnik az ismeretlen szörny. Farragut kapitány tűzparancsot ad, de a szörny az ágyútűz ellenére megrohanja és meglékeli a hadihajót. Az ütközéskor Aronnax és Ned Land a vízbe esnek, Conseil a gazdája után ugrik. A sérült Lincoln tehetetlenül elsodródik, a professzor és inasa roncsdarabokba kapaszkodva vészelik át az éjszakát. Hajnalban meglátnak egy furcsa, vastestű hajófélét, amely látszólag néptelenül vesztegel az óceánon. Ned Land is előkerül, a felborult mentőcsónak tetején. Felmásznak a fedélzetre, a professzor felismeri, hogy a „szörny” nem más, mint emberkéz alkotta „búvárhajó”, amely képes víz alá merülni. A hajó néptelennek tűnik, belsejében sosem látott gépezeteket és pazarul berendezett szalont találnak. A szalon ablakán át tanúi lesznek, amint egy búvárruhás csoport tagjai elhunyt társuk temetését végzik a víz alatt.

Vacsora a Nautiluson (James Mason, Kirk Douglas, Peter Lorre, Paul Lukas)

A visszatérő személyzet észreveszi és elfogja a betolakodókat, a keményen verekedő Ned Landet is elnyomják. Parancsnokuk Némó kapitányként mutatkozik be, hajójának neve Nautilus. A kapitány számkivetettségben él, elutasítja a külső világ normáit, és nem tűr meg idegeneket hajóján. Utasítására Ned Landet és Conseil-t kilökik a fedélzetre. Csak Aronnaxnak kínálja fel a hajón maradást, mert a professzor munkásságát ismeri és nagyra becsüli. Aronnax elutasítja az ajánlatot, inkább osztozik barátai sorsában. A hajó alámerülni készül, a fedélzeten kapaszkodók a halállal néznek szembe, de Némó az utolsó pillanatban meggondolja magát, és felveszi őket hajójára. Egyszerre válnak foglyokká és vendégekké, részt vesznek a hajó életében, a kapitány asztalánál étkeznek, de szigorú felügyelet alatt állnak, Némó különösen a nyughatatlan Ned Landet figyelmezteti, hogy ne próbálkozzék szökéssel.

Partra indulás a Nautilusról (James Mason, Paul Lukas)

A kapitány magával viszi a professzort tenger alatti útjaira, a bevezeti a víz alatti élővilág rejtelmeibe, amely a szárazföldi tudósok számára ismeretlen. A Nautilus személyzete a tengeri állat- és növényvilágból szerzi be mindennapi szükségleteit. Aronnax rajongva jegyzi naplójába élményeit és felfedezéseit, rokonszenvezni kezd vendéglátójával, emiatt konfliktus támad közte és szökést tervező társai, Ned Land és Conseil között.
Némó elviszi Aronnaxot a Rura Penthe nevű (fiktív) börtönszigetre, ahol a rabok foszfátot és chilei salétromot bányásznak, a lőszerek alapanyagait. Némó elmondja, ő maga és személyzetének tagjai is itt raboskodtak korábban, de sikerült megszökniük. A kapitány engesztelhetetlen haraggal szól a „gyűlölt nemzetről”, amely emberek tömegeit erőszakkal rabságba veti és kizsákmányolja. Némó feltárja a professzor előtt, hogy csodálatos energiaforrást fedezett fel, amely a világ összes problémáját megoldaná, véget vetne az éhezésnek és nélkülözésnek. Az „átkozott ország” azonban mindenáron meg akarta kaparintani Némó titkát, ezért őt magát fogságba hurcolták, feleségét és gyermekeit megkínozták és meggyilkolták. Azóta a kapitányt a bosszúállás élteti. A büntetőtelepről kifut a munícióval megrakott hajó. Némó a Nautilus döfőorrával elsüllyeszti a hajót, megölve teljes személyzet. A megdöbbent Aronnax előtt Némó azzal igazolja magát, hogy a hadianyag-rakomány elpusztításával emberi életek ezreit mentette meg. Ned Land is felháborodik tengerész-bajtársai halála miatt. Egy véletlen során megtudja Némó kapitány titkos támaszpontjának, Vulkánia szigetének koordinátáit. Conseil közreműködésével segélykérő üzeneteket ír, palackba zárja és alkalmas pillanatban a tengerbe szórja őket.
Új-Guinea partjai előtt a Nautilus megfeneklik egy korallzátonyon. Ned Land jó alkalmat lát a szökésre, engedélyt kér a kapitánytól, hogy Conseil-lel együtt vadászni menjen a szárazföldre. Meglepetésére Némó rábólint. Ned mélyen behatol a dzsungelbe, szökési utakat keresve. Kannibálok bukkannak fel, üldözőbe veszik. Ned és Conseil visszamenekülnek a Nautilusra, nyomukban a kannibál harcosokkal. Mivel a hajó nem tud alámerülni, Némó elektromos kisülésekkel űzi el a betolakodókat. A szökési kísérletért a kapitány a hajófenékbe záratja Ned Landet.
Amikor elszabadulnak a zátonyról, egy hadihajó bukkan fel, tüzet nyit rájuk. A Nautilus alámerül, a mélységekben egy óriáspolip (pontosabban óriás kalamár) támadja meg. A hajó elektromos kisütése nem hajtja el az állatot, ezért a felszínre emelkedve Némó és emberei közelharcba szállnak vele. A harc során a kapitányt a polip egyik fogókarja elkapja, és a víz alá ragadja. A haláltól a fogságából kitört Ned Land menti meg. A mesteri szigonyvető ledöfi a polipot, majd a vízbe ugorva kiszabadítja a kapitányt a polip halálos szorításából. Némó zavartan köszönetet mond megmentőjének, aki maga sem érti, miért sietett fogva tartójának segítségére. Az élmény hatására a kapitány hajlamosnak mutatkozik megbékülni a külső világgal.
A Nautilus titkos támaszpontjához, Vulkániához közelít. A sziget körül azonban idegen hadihajók állnak, akik csapatokat tesznek partra. Némó rejtekhelyét tehát felfedezték. A kapitány elhatározza, hogy elpusztítja egész életművét, kutatásainak eredményeit és dokumentumait, nehogy a „gyűlölt nemzet” kezébe jussanak, és a világ romlását okozzák. Aronnax hiába próbálja jobb belátásra bírni, az emberiség javát emlegetve. A hajó lemerül, egy víz alatti alagúton át bejut a sziget belsejébe, és a belső, zárt krátertóban, Némó titkos ipartelepénél merül fel. A kráter peremén felbukkanó katonák tüzet nyitnak a Nautilusra. A kapitány csónakkal a partra siet. Ned Land segélykérő jelzéseket próbál leadni, de őt is majdnem lepuffantják. Aronnax megdöbbenve tudja meg, hogy Ned Land palackos üzenetei árulták el a sziget helyzetét. A kapitány beindítja a telep önmegsemmisítő rendszerét, de visszatérés közben egy puskagolyótól halálosan megsebesül. Utolsó erejével kikormányozza a Nautilust az alagúton át. Bejelenti, elsüllyeszti hajóját, saját magával együtt. Tengerészei csatlakoznak a halálba induló parancsnokhoz. A hajó alámerül, a tiltakozó Aronnaxot és társait kabinjukba zárják, a tengerészek is bezárkóznak, a gyengülő Némó a hajó szalonjába vonul vissza.
A kemény Ned Land ismét kitör, kiszabadítja társait, a néptelen parancsnoki állásba siet, nagy nehezen felszínre juttatja a Nautilust, közben a hajó korallzátonyhoz ütődik, és léket kap. Aronnax vissza akar menni naplójáért, páratlan feljegyzéseiért, de Ned Land leüti, és a hátán viszi ki a hajóból. A menekülők csónakba szállnak és eleveznek a lassan süllyedő hajótól. A haldokló Némó kapitány utolsó tekintete a szalon üvegablakán át a kéklő óceánra esik…
A szigetet és a körülötte álló hadiflottát hatalmas robbanás semmisíti meg. A menekülők távolról figyelik, amint a Nautilus lassan eltűnik a hullámokban. Aronnax fülében Némó kapitány utolsó szavai visszhangzanak: „Van remény a jövő számára. Amikor a világ felkészült egy új és jobb életre, mindez egy napon még megvalósul, ha Isten is úgy akarja.”
|  | Itt a vége a cselekmény részletezésének! |

## A „gyűlölt nemzet” és az atomrobbantás
A film számos részletben eltér az eredeti Verne-regénytől. Két jellemző részlet:
- Az 1954-es amerikai filmben nem derül ki sem Némó kapitány, sem ellenfeleinek nemzeti hovatartozása, az ellenséges hajók nem viselnek zászlót. Verne eredeti regényében, a Nemo kapitányban (1870) és folytatásában, A rejtelmes szigetben (1874) Némó kapitány valójában Dakar indiai herceg, Bundelkhand rádzsája. Hazájának ellensége, családjának gyilkosa, a „gyűlölt nemzet” pedig a Brit Birodalom, amely a Verne-regények megírásakor, a 19. század második felében (is) igen agresszív gyarmati háborúkat folytatott. Az 1954-ben, a világháború befejezése után alig 9 évvel bemutatott amerikai film alkotói a brit szövetségesük politikai érzékenysége és a forgalmazás anyagi szempontjai miatt eltekintettek a konkretizálástól.
- Az eredeti regényben nem szerepel Némó kapitány eltitkolt találmánya, a csodálatos energiaforrás sem, és nem esik szó titkos támaszpontról, sem annak felrobbantásáról. A 20. század közepén, a hidegháború csúcspontján készült film ezen elemei a nemrégen ismertté vált nukleáris energia világpusztító hatását és békés lehetőségeit idézik fel.

## Főbb szereplők
A film első magyar szinkronját a Videovox Stúdió Kft. készítette, a Magyar Televízió megrendelésére. A manapság szokásos „gazdaságos” szinkronizálási eljárásokkal szemben ebben a szinkronváltozatban nemcsak a párbeszédek, hanem a betétdalok is magyar nyelven hangzanak el. A magyar szöveget Seres József írta, a szinkron hangmérnöke Királybíró Sarolta, rendezője Lengyel László volt. A film szinkronizált változatát a Magyar Televízió 1992. április 4-én sugározta, maga az első szinkron tehát röviddel ez előtt készülhetett el. A későbbi, második szinkront az Intercom készítette.
| Szerep                                   | Színész         | Magyar hangja (1. szinkron) | Magyar hangja (2. szinkron) |
| ---------------------------------------- | --------------- | --------------------------- | --------------------------- |
| Némó kapitány, a Nautilus parancsnoka    | James Mason     | Szakácsi Sándor             | Csernák János               |
| Ned Land szigonyos                       | Kirk Douglas    | Forgács Péter               | Forgács Péter               |
| Pierre M. Aronnax professzor             | Paul Lukas      | Sinkovits Imre              | Versényi László             |
| Conseil, a professzor inasa              | Peter Lorre     | Balázs Péter                | Háda János                  |
| Farragut kapitány, a Lincoln parancsnoka | Ted de Corsia   | Szokolay Ottó               | Kapácsy Miklós              |
| A Nautilus első tisztje                  | Robert J. Wilke | Beregi Péter                | ?                           |
| John Howard                              | Carleton Young  | Kovács István               | ?                           |

## Forgatás
A Némó kapitány külső felvételeit a Bahama-szigeteken és Jamaica környékén vették fel. A forgatási munkák 1954 tavaszán kezdődtek.
A jelenetek egy része annyira sokrétű munkát kívánt hogy 400 főnél nagyobb műszaki személyzetet igényelt. Különleges nehézségek is felmerültek. Az óriáspolippal való harcot eredetileg esthomályban, nyugodt tengeren vették fel, de aztán változott a koncepció, és az egészet újra felvették, nagyobb hatású éjszakai, viharos tengeri körülmények, óriási hullámok között.
Az éjszakai, viharos változat fokozta a jelenet drámaiságát, és így könnyebben elrejthették a polipot mozgató rengeteg kábelt, drótkötelet és egyéb mechanikai segédeszközt. A költségek túllépték a tervezett kereteket, a film a Disney Productions normái szerint nagyon drágán készült el, mégis sokkal kevesebbe került, mint más, akkoriban készült más szuperprodukció. Pl. Victor Fleming 1948-as Szent Johanna c. filmje (Ingrid Bergmannal a főszerepben) 4,6 millió dollárba, az 1951-ben készült Quo Vadis legalább 7,6 millióba került.

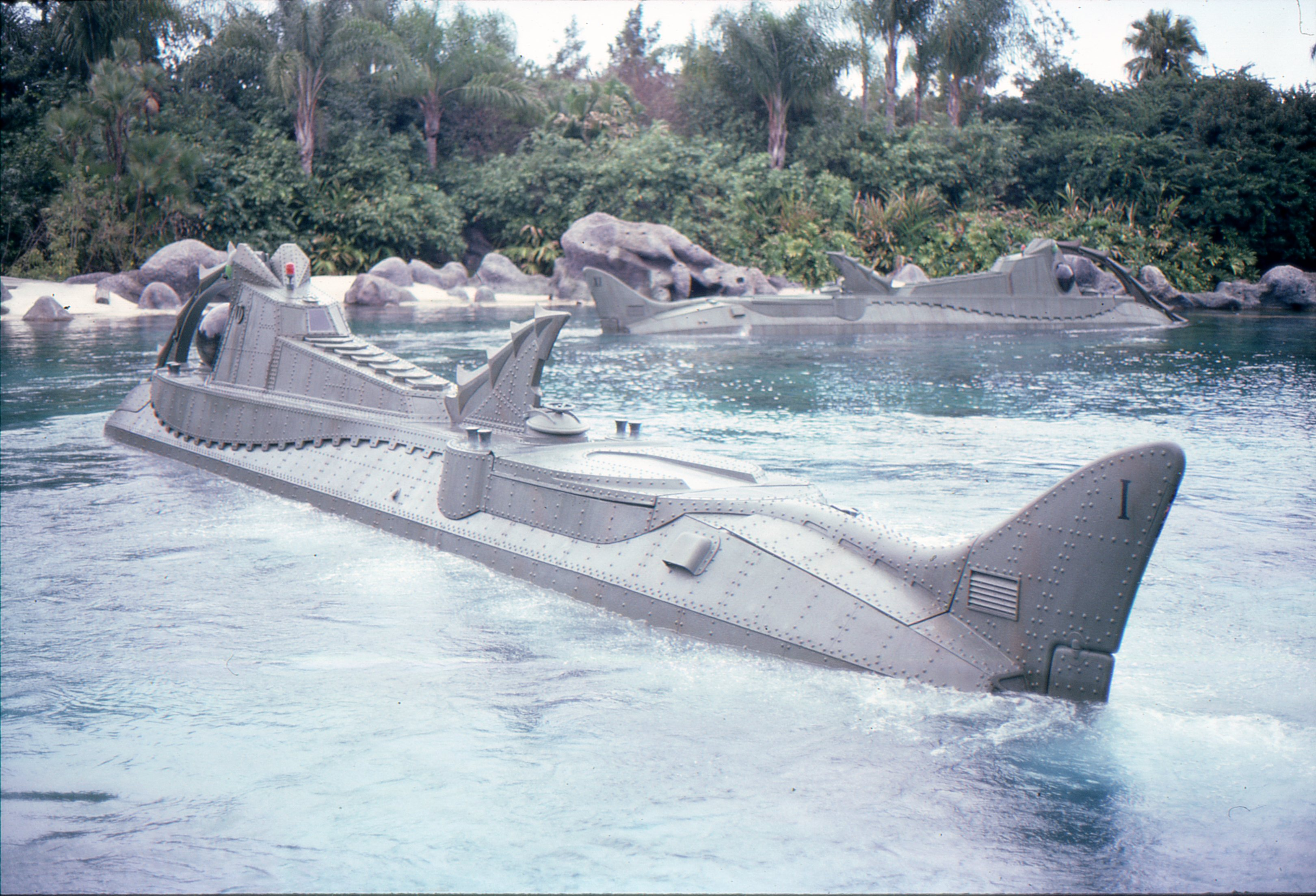
Turistákat szállító Nautilus-másolat a Disneyworldben, 1980.

## A díszletek felhasználása
A kaliforniai Disneyland 1955–1966 között bejárható látványosságként bemutatta a film díszleteit és szerkezeteit. A Walt Disney World Resort-hoz tartozó Magic Kingdom vállalkozás 1971–1994 között víz alatti élményutat szervezett látogatóinak, tengeralattjárón, óriáspolip-támadással kiegészítve. Némó kapitány szerepét a James Mason hangján megszólaló Peter Renaday hangutánzó művész alakította.
1994-től a párizsi Disneyland is megnyitotta a „Nautilus rejtelmei” (franciául: Les Mystères du Nautilus) című attrakcióját.
és 2001-ben Tokióban, a Tokyo DisneySea-ben is építettek egy kaland-folyosót.

## Díjak, jelölések
1954-ben a film két Oscar-díjat nyert, egy harmadikra is jelölték.
- elnyerte a legjobb látványtervezésért járó díjat a színesfilm-kategóriában (John Meehan és Emile Kuri)
- elnyerte a legjobb vizuális effektusokért járó díjat (John Hench, Joshua Meador)
- jelölést kapott a legjobb vágásért járó díjra (vágó: Elmo Williams)

Harper Goff, a film fő díszlettervezője és a Nautilus tervezője 1954-ben nem volt tagja a Díszlettervezők Szakszervezetének (Art Directors Union). A Filmakadémia belső rendelkezései szerint ezért nem vehetett át Oscar-díjat a legjobb díszlettervezésért.